# 武藤鉄城
武藤 鉄城（むとう てつじょう、1896年（明治29年）4月20日 - 1956年（昭和31年）8月30日）は、秋田県出身の日本の考古学者、民俗学者、スポーツ指導者。

## 生涯
秋田県河辺郡豊岩村（現・秋田市豊岩）に武藤喜市郎、シケの四男として生まれた。本名のテツジョウにはテツシロという四番目の意味が込められている。
秋田県立秋田中学校（現・秋田県立秋田高等学校）に入学し、中学5年生の時に新潟県高田市（現・上越市）で開催された第1回全国スキー大会において急斜面競技と長距離競技で4位と6位に入賞している。中学校を卒業した後、慶應義塾大学部に進み、理財科（経済学部）に籍を置いたが、在籍5年で退学し、1920年（大正9年）に帰郷して兄の一郎の四ツ小屋付近の発掘の助手をした。
1922年（大正11年）、羽後銀行の銀行員となる。小学校教員の妻との結婚に際して、経済的安定が必要だったことが理由である。1923年（大正12年）、鉄城はラグビーやホッケー、スキーなどの西洋近代スポーツ普及の推進母体である秋田運動倶楽部を橋本平太と結成した。これに賛同したのは渡辺純司や池田徳治、館山与一であった。鉄城の勤務先であった羽後銀行秋田支店が事務局となりルールの検討会議を重ねた。こうして第1回全県ラ式蹴球大会が1924年（大正13年）11月に開催された。
羽後銀行を1925年（大正14年）7月で辞め、11月秋田市内（三丁目小路、現在の共栄キャンデーストア右隣）で運動具店を開いた。冨木耐一は慶應義塾在学中には勉強よりもスポーツ、それも新しい分野のホッケーやラグビー、スキーに熱中していたのでそれが嵩じた結果であろうとしている。しかし、鉄城が開いた運動具店は開店2ヶ月目に閉店の状態に追い込まれた。この店は設立と同時に兄の一郎との間で権利問題が発生し、兄が弟を告訴するまでの事件にエスカレートした。
鉄城は秋田市を離れて角館に移住する。同地を選んだのはスキーのためでもあった。挫折した鉄城を秋田市から角館に移住させたのは、角館の地主の一人である田口宗七（鉄蔵）である。スキー指導者を期待され鉄城は1926年（大正15年）正月に角館尋常小学校の代用教員として赴任した。5月1日に妻ヒデを伴って居を移した。ヒデは田沢湖町神代の小松小学校（現・仙北市立神代小学校）に転任した。鉄城の兄の一郎は考古学に造詣が深く、豊岩村長も務めた名士であったが、鉄城はその影響を受けていた。1927年（昭和2年）11月、角館に深沢多市らとともに「角館史考会」を結成する。吉成直一郎は佐竹藩史の研究では特筆に値する業績を残しているが、鉄城との出会いが史考会結成に発展し、自身の学問的探究も深まったと述懐している。その頃の鉄城は、「土器を掘る先生」「石器を見つける先生」として人気があり、出土した石器や土器を持ち込む人が多かった。
1928年（昭和3年）、鉄城は兄からの告訴で代用教員の依願退職を余儀なくされ、無職になった。同年は秋田で生涯を終えた菅江真澄の百年祭にあたっていた。この百年祭を機に秋田市で講演会が企画されその講師に柳田國男が招かれた。鉄城は彼を角館まで足を運んでもらおうと折衝したが、日程の都合がつかず、代わって喜田貞吉を招くことになった。柳田とは『旅と伝説』誌の投稿者として知遇を得ていたが、教鞭をとっていた角館小学校高等課の生徒に実証型の教育を目指して伝説や昔話を集めさせた副産物として、それをまとめて『旅と伝説』誌に送っていた。鉄城の民俗学への接触はこの時から始まっている。招かれた喜田は、翌1929年（昭和4年）から「奥羽資料調査所」を勤務する東北帝国大学内に設けて作業を開始したが、そこに鉄城を招いた。鉄城は発掘した石器や土器を抱え仙台市に向かった。家族と離れ、学問の素地を築く資料収集という地味な仕事に没頭した。ここでの活動は、土器復元の技術や、遺跡地図や形状のスケッチ、採寸の方法などにとどまらず、民俗学の研究者との交流があった。同年には、角館の領主だった秋田佐竹家の分家、北家の当主が代々書き継いで残した日記『北家日記』の騰写版刷り第1輯3冊を自家版で出し、さらに『山城の研究』を出版している。これは角館とその周辺の民謡やわらべ唄の歌詞を記録したものである。
1929年に出向から角館に帰った後の生活は、妻の小学校教員（下延小学校）の収入のみになった。1930年（昭和5年）には地域の青年を集めては遺跡の発掘に精を出した。1934年（昭和9年）に朝日新聞嘱託通信員の仕事が舞い込んだ。これもつかの間のことで、さらに1940年（昭和15年）7月に妻が死亡する。しかし、この年長女の敏子が高等女学校を卒業して勤め始め、身の回りの世話と心の支えとなる。
1942年（昭和17年）『角館新報』から招かれ記者と編集に手を染めた。この生活は1945年（昭和20年）に終わり、終戦後は秋田県立角館中学校（現・秋田県立角館高等学校）の講師として教壇に立った。この時の教え子に高井有一がいて、高井の『雪の涯の風葬』は鉄城がモデルになっている。教壇に立ったのはごく短い期間で、1946年（昭和21年）には教壇を去った。その年から田口鉄蔵に角館時報社の経営を全て任せられ、その傍ら自分の研究成果を着実に集積していった。1950年（昭和25年）8月には仙北郡の最奥地である檜木内村に農山部の家族制度を調査に来たロンドン大学東洋学部講師のロナルド・ドーアと会見した。1951年（昭和26年）には大湯環状列石の発掘調査に参加し、西木村古堀田のストーン・サークルの発掘を手掛けこの頃特殊な組石遺跡群を次々に発掘して日本考古学協会において研究発表や報告をしていた。
武藤は日本常民文化研究所研究員、日本キリシタン研究所員、日本学術会議会員と研究面で幅を広げ、秋田県文化財専門委員（3期）としても文化財指定に精力を傾けた。秋田県内の唯一の国宝である水神社の神鏡は、鉄城が1936年（昭和11年）の夏、秘蔵されていたものを、和解した兄とともに神主に頼んだ末に拝観を許されて丁寧に模写したものである。これが1938年（昭和13年）の国宝指定につなががった。また、佐竹北家蔵の押花集である「花葉集」は1931年（昭和6年）11月に『秋田魁新報』によって紹介され、文化財に戦後指定された。これらの功績は1952年（昭和27年）の魁文化賞、秋田県体育功労賞の受賞に結実した。
鉄城は1956年（昭和31年）8月20日に、直腸癌で死亡した。

## 資料採集に対する姿勢
戦後の昭和30年代になると、県単位で地方史研究の作業が始まり、東北地方にもその波が押し寄せた。角館を含むいわゆる北浦地方を戦国時代に領していた戸沢氏は、系図と称するものが5通もあり、出自が南部であるかどうかも定かではなかった。『岩手県史』の第3巻は南部氏と戸沢氏の抗争を詳細に扱っているが、そのうちの戸沢氏側の記録は鉄城によるものである。この資料は角館の旧家の土蔵に保存されていたものだが、現当主すらその存在を知らず、戦前鉄城が調べたことを知っている程度だという。鉄城はこの例のように足まめに旧家を訪れては記録を取っていた。冨木耐一はこれを鉄城の手法は人柄のよさ、優しさと気軽さ、それに話の面白さが武器で、人間性への信頼感、信用性を得ることで土蔵を開かせたとする。
排他性の強いマタギ部落の調査でも、その地域の人間と同化しながら、採集者としての目的を維持した。

## 武藤鉄城の著作物
武藤鉄城の代表的著作はスポーツと芸能を除いて全て活字化され発表もされていると考えてもよい。
主な著作物
- 『田沢湖を繞ぐる石器時代遺蹟の群　―新百景―』、1927年
- 『原始生殖器崇拝』、1928年
- 『角館の歴史』、1929年
- 『角館地方の民信』、1929年
- 『秋田切支丹分布図と其解説』、1933年
- 『アマノジャク私考』、1933年
- 『秋田スキー年譜』、1933年
- 『戸沢氏年譜』白岩書院、1934年
- 『秋田切支丹年譜』、1935年
- 『羽後角館地方に於ける鳥虫草木の民俗学的資料』アチックミューゼアム〈アチックミューゼアム彙報　第3〉 、1935年、
- 『天保の仙北郡北浦騒動資料』白岩書院、1937年
- 『熊狩の話　秋田県仙北郡の又鬼』白岩書院、1938年、
- 『秋田郡邑魚譚　(アチックミューゼアム彙報　第45)』アチックミューゼアム、1940年
- 『自然と伝承　鳥の巻』白岩書院、1943年
- 『秋田民俗絵詞　第1輯』秋田魁新報社、1946年
- 『秋田農民一揆史』秋田県農業会〈秋田農村文化叢書　第4輯〉、1947年
- 『秋田キリシタン史』角館時報社、1948年
- 『雪と民俗』佐澤一郎、1964年
- 『秋田マタギ聞書』慶友社〈常民文化叢書4〉、1969年
- 『角館昔話集　(全国昔話資料集成) 』岩崎美術社、1975年
- 『田沢湖町史　神代編』田沢湖町教育委員会、1977年
- 『学校から東西南北を眺めて』さとう工房、1978年
- 『秋田切支丹研究　(郷土の研究) 』翠楊社、1980年
- 『武藤鉄城著作集1 （鳥・木の民俗）』秋田文化出版社、1984年
- 『秋田マタギ聞書』慶友社、1994年、
- 『マタギ聞き書き : その狩猟民俗と怪異譚』河出書房新社、2017年